# 堀川銀行
堀川銀行（ほりかわぎんこう）は、明治期に愛知県名古屋市で設立された私立銀行。
1894年（明治27年）に、愛知県名古屋市船入町を本店に尾張藩御用達商人であった美濃屋（武山家）によって資本金10万円（払込済2万5千円）で設立。頭取は美濃屋当主の武山勘七。1905年（明治38年）に名古屋銀行（東海銀行の前身の一つ）に営業譲渡したが解散せず、1907年（明治40年）に株主も入れ替わり、知多郡内海町（現南知多町）へ移転し、内海銀行（うつみぎんこう）と改称。

## 沿革
- 1894年（明治27年）11月29日：設立
- 1895年（明治28年）2月9日：開業
- 1905年（明治38年）6月1日：名古屋銀行へ営業譲渡
- 1907年（明治40年）1月18日：知多郡内海町へ移転し内海銀行に改称（『銀行総覧』では2月19日改称）

## 営業譲渡時の店舗等
- 本店

名古屋市船入町1番戸
- 支店（なし）
- 資本金：10万円（全額払込済）